# Eduard Grigorjew
Eduard Grigorjew (en ruso: Эдуард Григорьев, Eduard Grigoriev; 20 de octubre de 1995) es un deportista polaco, de origen yakuto, que compite en lucha libre.
Ganó dos medallas de bronce en el Campeonato Europeo de Lucha, en los años 2021 y 2022, en la categoría de 61 kg.

## Palmarés internacional
| Campeonato Europeo | Campeonato Europeo | Campeonato Europeo | Campeonato Europeo |
| Año                | Lugar              | Medalla            | Categoría          |
| ------------------ | ------------------ | ------------------ | ------------------ |
| 2021               | Varsovia (Polonia) | Medalla de bronce  | 61 kg              |
| 2022               | Budapest (Hungría) | Medalla de bronce  | 61 kg              |